# Zbigniew Józefowicz

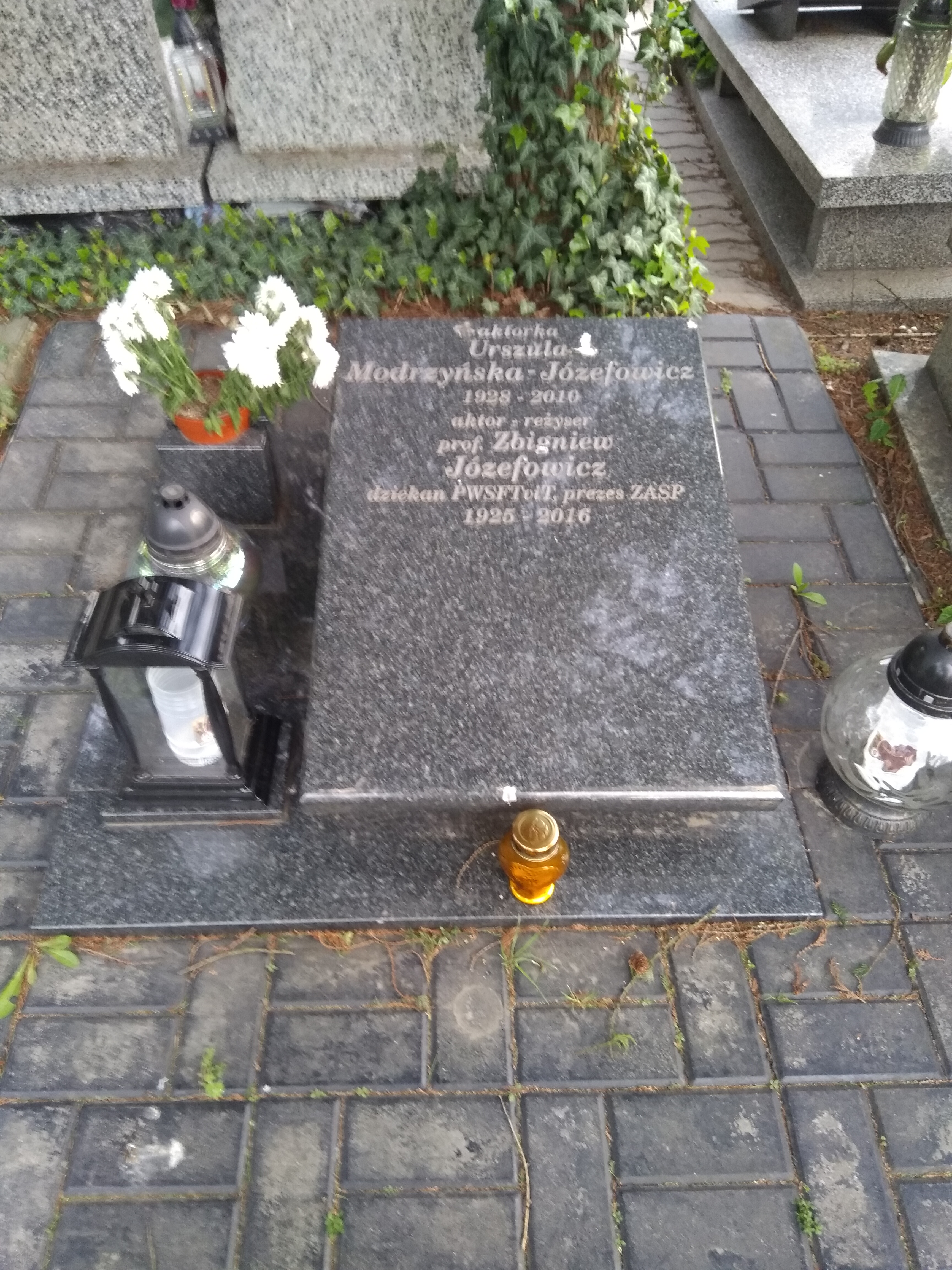
Phần mộ của cặp đôi diễn viên Urszula Modrzyńska-Józefowicz và Zbigniew Józefowicz ở Łódź

Zbigniew Józefowicz (sinh ngày 8 tháng 6 năm 1925 tại Tarnów - mất ngày 24 tháng 8 năm 2016 tại Łódź) là một diễn viên người Ba Lan.

## Tiểu sử
Zbigniew Józefowicz là diễn viên sân khấu của nhiều nhà hát như:
- Nhà hát Młodego Widza ở Poznań (1950–1951)
- Nhà hát Dramatyczny ở Poznań (1952–1953)
- Nhà hát Stefan Jaracz ở Łódź (1954–1960 và 1982–1990)
- Nhà hát Nowy ở Łódź (1960–1982)

Ngoài sự nghiệp diễn xuất trên sân khấu, Zbigniew Józefowicz còn góp mặt trong hơn 40 phim điện ảnh và phim truyền hình. Trong đó, ông nổi tiếng với vai diễn trong một phim ăn khách của Ba Lan mang tên Trędowata (1976).
Năm 2008, Zbigniew Józefowicz được Bộ Văn hóa và Di sản Quốc gia (Ba Lan) trao tặng Huy chương bạc Huy chương Công trạng về văn hóa - Gloria Artis vì những cống hiến nổi bật cho văn hóa và nghệ thuật của đất nước Ba Lan.
Ông mất năm 2016, hưởng thọ 91 tuổi.

## Thành tích nghệ thuật
Dưới đây liệt kê một số phim điện ảnh và phim truyền hình nổi bật có sự góp mặt của Zbigniew Józefowicz:
- 1953: Celuloza – Jan Gawlikowski
- 1954: Pod gwiazdą frygijską – Jan Gawlikowski
- 1961: Dwaj panowie N – Stefan
- 1963: Gdzie jest generał... – Đại tá Dzierzbicki
- 1964: Echo
- 1965: Kapitan Sowa na tropie – Greger
- 1965: Popioły – Michcik
- 1965: Lekarstwo na miłość
- 1966: Marysia i Napoleon
- 1966: Z przygodą na ty
- 1966: Gdzie jest trzeci król
- 1967: Westerplatte
- 1968: Stawka większa niż życie
- 1968: Kierunek Berlin
- 1972: Ucieczka-wycieczka – Wesołowski
- 1972: Chłopi
- 1974: Siedem stron świata
- 1975: Kazimierz Wielki
- 1975: Dyrektorzy – Henryk Czyżewski
- 1976: Zaklęty dwór – Cha của Juliusz
- 1976: Trędowata – Rudecki, cha của Stefcia
- 1977: Żołnierze wolności – Piotr Jaroszewicz
- 1980-1982: Polonia Restituta – Ignacy Daszyński
- 1986: Kryptonim „Turyści"
- 1987: Łuk Erosa – Karowski, cha của Adam